# 捕鯨文化

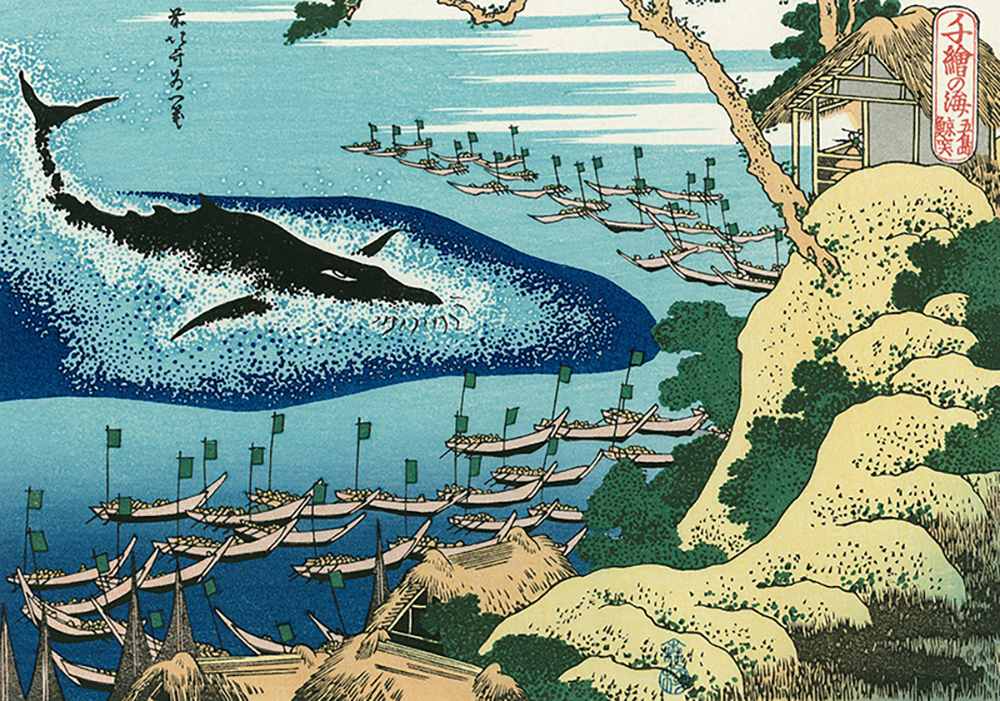
「千絵の海 五島鯨突」葛飾北斎画 1830年ごろ

捕鯨文化（ほげいぶんか）とは産業としての捕鯨だけでなく、捕鯨や鯨に纏わる様々な信仰、伝統芸能、祭礼、絵画、書籍などが伝承されていることを指す。
日本で鯨は文化史や産業において「魚」であるため、以下の事項においては、魚として記載されている。日本以外でも捕鯨や鯨にまつわる文化や信仰と呼べるようなものが散見されるが、その文化において魚とするか、動物とするかは、その国の歴史による。 
産業（資源利用）としての捕鯨については捕鯨、鯨骨、鯨油を参照。また捕鯨文化のうち、鯨料理に関する食文化や書籍については鯨骨、鯨肉を参照。

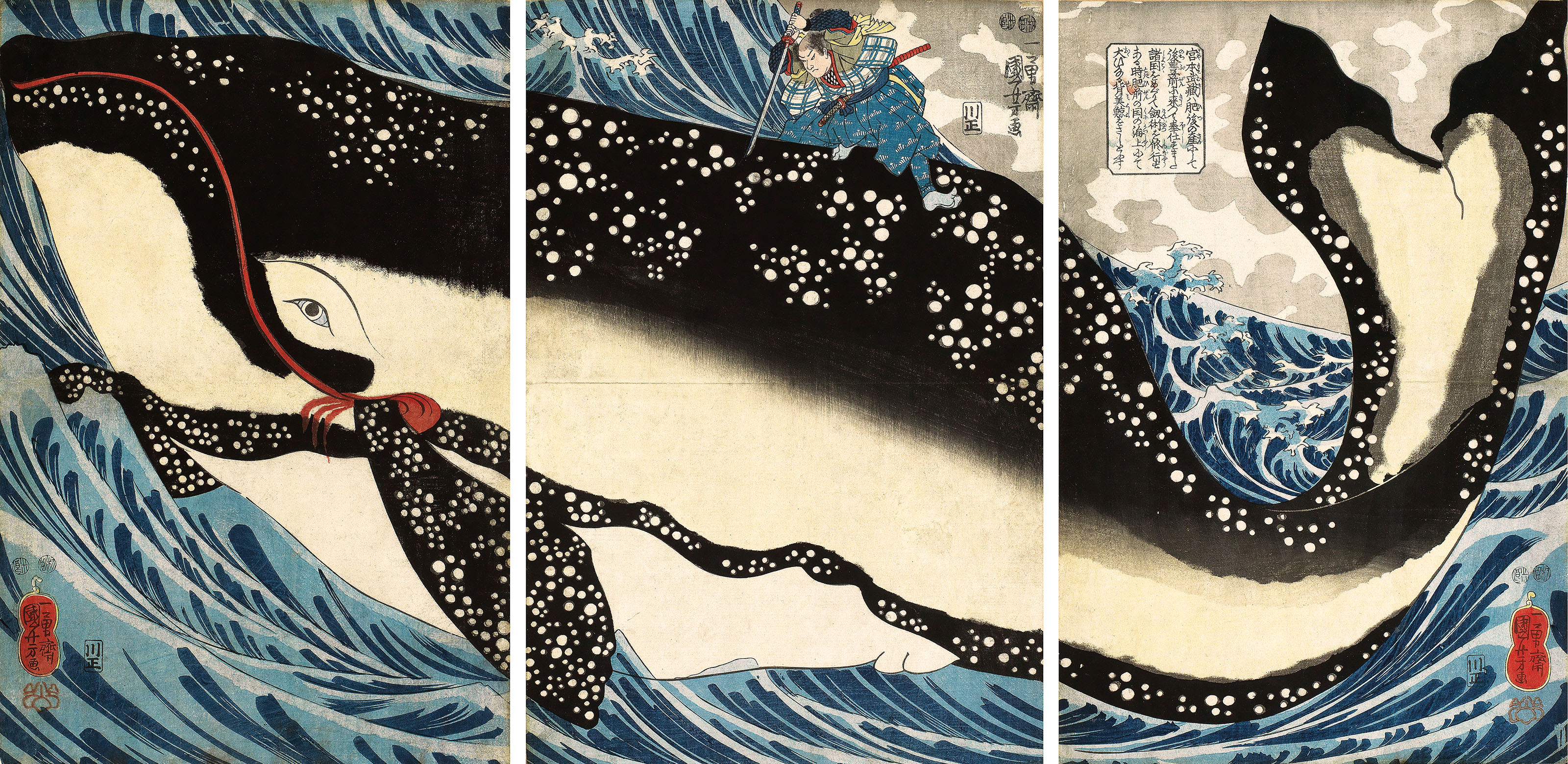
「巨鯨の背中に乗る宮本武蔵」：歌川国芳

## えびす
えびす（蛭子、戎、恵比寿など）は外来の神としての性格を持ち、外洋から訪れる鯨にえびすの神格が重ねられる。
日本において「寄り鯨」「流れ鯨」と呼ばれた漂着鯨が高い頻度で発生する。それらのクジラを「えびす」と呼んで神格視しながら受動捕鯨として盛んに資源利用し、これが「寄り神信仰」の起源となった。特に三浦半島や能登半島や佐渡島などに顕著に残り、伝承されている。
寄り鯨の到来は「七浦が潤う」ともいわれ、えびす神が身を挺して住民に恵みをもたらしてくれたものという理解もされていた。土地によって逆の解釈もあり、えびす神である寄り鯨を食べると不漁になるという伝承も存在した。

## 鯨と碑
流れ鯨や寄り鯨を捕獲や浦や湾に迷い込んだ鯨を追い込み漁で捕獲した記録が日本各地の海浜地区で残されており、その大漁に賑わった事や感謝や追悼を様々な形で表し記念碑を建てて後世に伝承している。また日本各地の捕鯨を生業としていた漁業従事地域では、豊漁祈願や追悼として地域住民が定期的に設けた碑に供物や唄・踊り・音楽（囃子）などを捧げている。ここで紹介する例は全体のほんの一部である。個々の名称は「塚」や「墓」など様々であるが、ここでは総称として「碑」とした。
仏教において鯨の供養に関連する表記は鯨鯢（けいげい）とするところが多く、「鯨」は雄鯨「鯢」は雌鯨の事である。また一部地域では、クジラとイルカを分けておりイルカは鯆と表記する。神社に鯨の墓や奉納された位牌があるが、記載の誤りではなく神仏習合の影響と考えられる。
神道と仏教を分け隔てなく供養や祀りをしている地域も多くあり、また追悼や感謝だけでなく海神や漁業神として鯨を祭る地域もある。

### 鯨塚

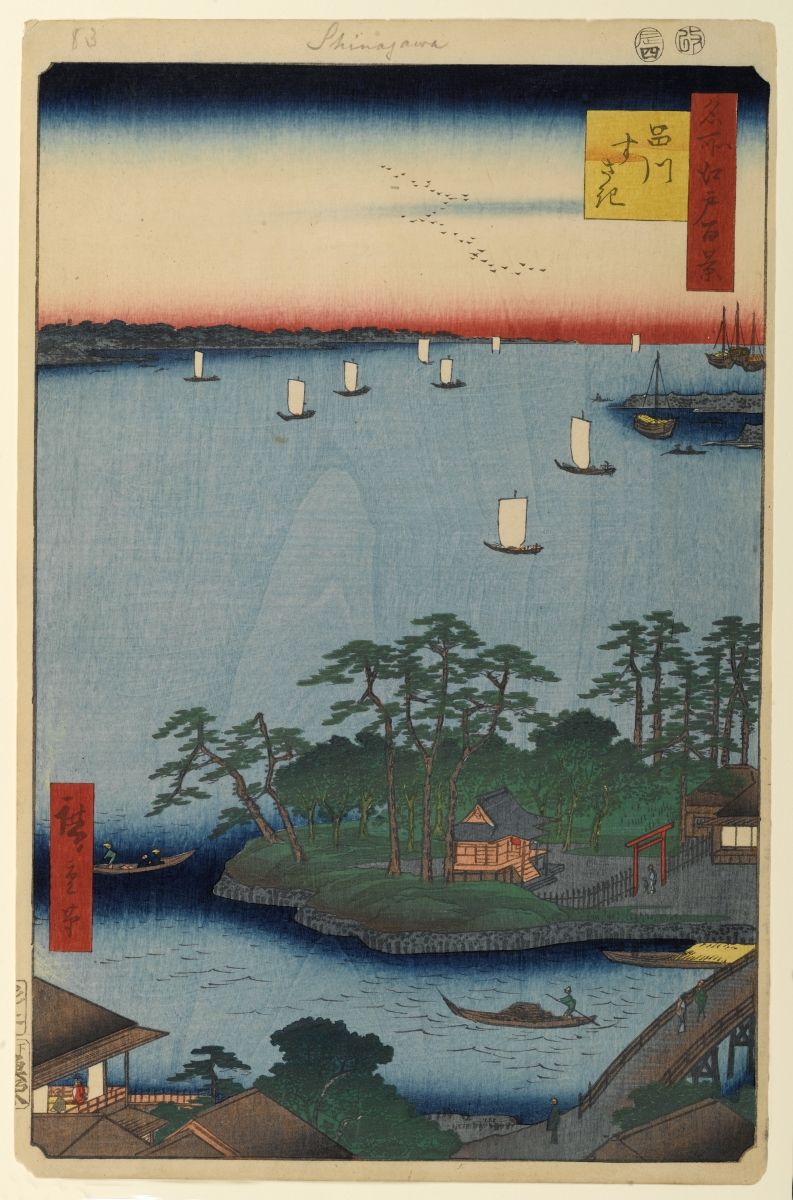
歌川広重『名所江戸百景』「品川すさき 」（利田神社）

- 神奈川県三浦市西浜の地蔵院にある鯨塚は、城ヶ島で鯨が捕獲された1834年（天保5年）に建立された。
- 東京都品川区の利田神社にも鯨塚がある。1798年（寛政10年）に長さ16から18メートルの鯨が追い込み漁により捕獲され役人や将軍徳川家斉が検分した後、払い下げを受け当時の江戸庶民が潤い賑わった、その感謝と追悼で鯨の頭骨を埋め塚を作った。その後、品川で1820年（文政3年）には3間半（約6.3メートル）と2間半（約4.5メートル）の「さかまた（シャチ）」2頭が捕らえられている。また1822年（文政5年）に漁師達が長さおおよそ20メートルの鯨を捕獲した記録も残っている。

### 鯨墓
詩人の金子みすゞは山口県長門市仙崎で生まれた。仙崎は鯨の捕獲で成り立っていた漁師の村であり、ここにも鯨墓が存在する。金子みすゞは鯨法会をする地域の慣わしに感銘し『鯨墓』を書いた。この『鯨墓』が慈しみを主題とする金子みすゞの詩集の原点とも言われる。
- 京都府与謝郡伊根町青島の蛭子神社には3つの鯨墓がある。この墓の謂れには、母鯨を誤って捕獲してしまい子鯨まで死なせてしまったという漁民の後悔から建てられたという話が伝承されている。なお、この時の親子鯨の肉には一切手を付けなかったと伝えられている。
- 大分県臼杵市にあり市内には「大浜」「佐志生」「中津浦」「大泊」に鯨の墓が見られる。その中で大泊では1870年（明治3年）港湾工事の莫大な支出のため、財政が逼迫をしていた。その時、流れ鯨が現れ捕獲し、余すところ無く高値で売れたため、借金を返済することができた。それに感謝し供養した墓といわれる。
- 山口県長門市通の向岸寺に鯨墓がある。

### その他
鯨碑
宮崎県日南市油津の人柱様公園に鯨魂碑がある。江戸時代に何週間も悪天候が続き、不漁による飢饉に苦しんでいたところ油津の浜に一頭の鯨が打ち揚げられ飢えをしのぐことができた。鯨は胎児を宿していて油津の人々は悲しみ感謝し、親鯨の目玉と子鯨を埋葬し鯨魂碑が建立された。この伝承されている話を基に油津の児童によりミュージカル『油津物語』として公演が行われた。
長崎県北松浦郡的山大島の真教寺に鯨供養碑がある。1862年（元禄5年）に建立された。
鯨供養塔
愛媛県伊予市湊町の湊神社にある。捕獲の一周忌に祈念され「克鯨一字一石塔」という銘の石塔が1910年（明治43年）3月に建立された。「明治42年に郡中沖に一頭の鯨が棲み付いたが、当初は湊町の漁民は捕鯨の技術が無かったので訝しく（いぶかしく）思うだけであった。居座る鯨に湊町の漁民は意を決し捕鯨に乗り出すが失敗に終わってしまう。下関市の馬開捕鯨会社に協力を求め同年3月に2度目の捕鯨が試みられる。法螺貝の合図と共に出航し50人の銛打ちと砲手が鯨を仕留め、牛2頭と数百人の力で曳揚られ恵美須の浜（現在の恵美須組地区の付近）はとても賑った」という話が伝承されている。また伝承によれば抹香鯨となっているが石塔の銘は克鯨となっている。
長崎県平戸市の長泉寺に鯨供養石造五重塔がある。1739年（元文4年）に小値賀島の鯨組である小田組と地域住民の寄進により建立され長崎県の有形民俗文化財 に指定されている。この五重石塔は砂岩の基礎と塔身の軸部と笠、相輪部からなり、高さ4.6mで多宝如来（合掌印）と釈迦如来（禅定印）と法華経見宝塔品の諸仏の名を刻む。平戸島前津吉の浜は1692年（元禄5年）から1859年まで167年間捕鯨で繁栄していた。
鯆供養塔（いるかくようとう）
静岡県伊豆半島に7か所存在し、そのうち3つが西伊豆町安良里にある。安良里地区はイルカの追い込み漁で随分賑わったとされており、その技術が伝承され水族館などに鯨類を提供している。
鯨石
三重県志摩市大王町波切の波切神社の境内に、鯨石と呼ばれる卵形の石が数個ある。鯨漁で鯨を捌いたとき体内から丸い石が出てくることがあったので、出てきた石を神社に祀ったと伝えられる。石を祀った年代は不明であるが、波切では、遅くとも江戸時代の1644年（正保元年）から1715年（享保10年）までは10艘前後の鯨船で捕鯨が行われていた。
鯨卒塔婆
新潟県佐渡市両津大字片野尾に鯨卒塔婆がある。ここには1860年（万延元年）に流れ着いたナガスクジラを供養し「海王妙應信女 鯨戒名 村中」という一文が地蔵院の過去帳に記されており、戒名から雌鯨と思われる。またその鯨の骨そのものでできていて高さ4メートルにもなる。2003年（平成15年）にはゴンドウクジラが流れ着きその骨を近隣の児童がここに埋葬した。
鯨絵馬
兵庫県洲本市五色町の鳥飼八幡宮に鯨絵馬がある。明治時代の古式捕鯨（網取り式）の様子を描いた絵馬。
鯨位牌
宮城県石巻市鮎川の観音寺に鯨位牌がある。

## 鯨と社寺

### 鯨神社
鯨神社とは、鯨に対する感謝や追悼のための塚を建てたり、神体として鯨の遺骸を祀っている神社や、あるいは捕鯨行為自体を神事として捉え信仰している神社などの捕鯨とかかわりの深い神社の俗称。
諏訪神社
長崎県長崎市にあり、「長崎くんち」という捕鯨を模した行事を奉納している。詳しくは長崎くんちを参照。
八王子宮
高知県香美市土佐山田町にある。元は1469年（文明元年）に旧明治村八王子へ、近江の八王子宮の分霊を勧請したもの。現在の地には寛永17年に移転され、そこで江戸時代から続く捕鯨集団の浮津組の氏神になり現在に至る。神社であるが、鯨位牌が奉納されている。
鯨神社
東京都三宅村阿古錆ヶ浜のもの。正式名称は無く鯨神社とのみ呼ばれている。天保年間、三宅島は飢饉に見舞われており危機に瀕していたところ、1832年（天保3年）に流れ鯨が到来し役所の検分の後払い下げられ五か村に鯨が分けられ飢餓から救われた。その感謝から鯨の骨を埋葬し祠を建てたのが始まりである。

#### 鯨鳥居

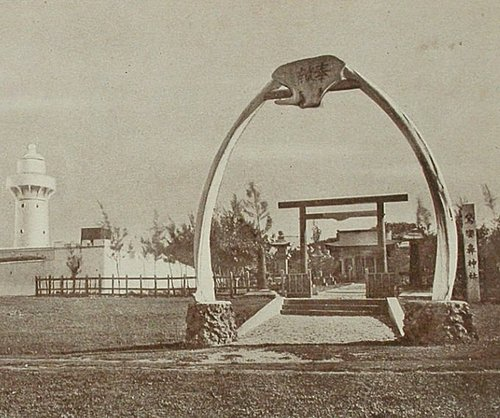
鵞鑾鼻神社

鯨鳥居とは神社の鳥居が鯨の骨でできている鳥居である。日本で最古の物は、和歌山県太地町の「恵比須の宮」の鳥居である。このことは井原西鶴の「日本永代蔵」1688年（貞享5年）刊行に「紀路大湊、泰地といふ里の、妻子のうたへり　此所は繁昌にして　若松村立ける中に　鯨恵比須の宮をいはひ　鳥井に　其魚の胴骨立しに　高さ三丈ばかりも　有ぬべし」と記述があり1688年より古くから存在していたことが分かる。他には長崎県有川町の海童神社にあり、1973年（昭和48年）に日東捕鯨株式会社によって奉納されたが、記録によれば現在の鳥居は三代目であり、それ以前は何で作られていたか判明していない。これらが現在、日本にある鯨鳥居の全てであるが、かつて日本統治下の台湾の最南端の鵝鑾鼻にあった鵝鑾鼻神社、または樺太にあった札塔恵比寿神社、北方領土の色丹島の色丹神社の3か所に鯨鳥居があった。以上5ヶ所はそれぞれ捕鯨に直接または、間接的（捕鯨基地など）に係わる場所である。

### 鯨寺

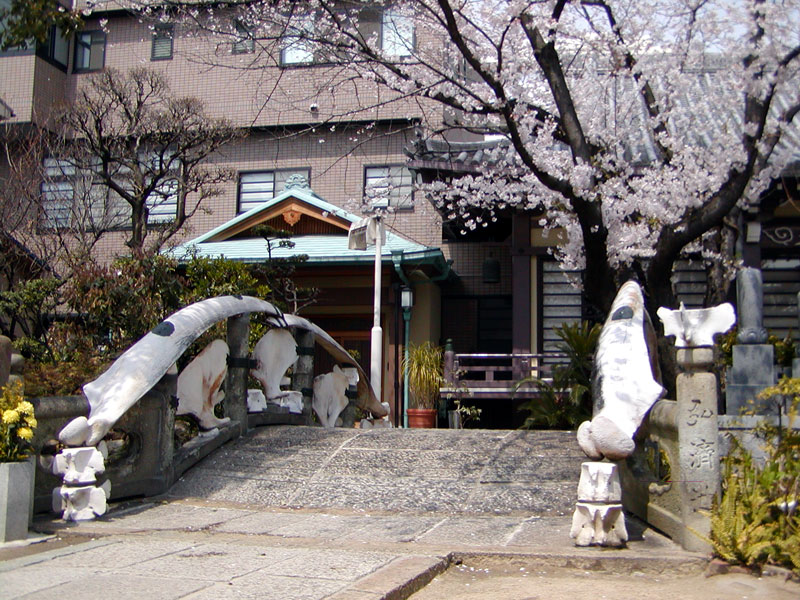
雪鯨橋

鯨寺とは、捕獲した鯨に位牌を作ったり、戒名を付けたり墓を建てたりといった供養を行っていた寺の俗称。中には「鯨過去帳」というものまで作製して鯨の戒名、獲れた日時、場所や種別、大きさ捕獲した鯨組の名称まで詳細に記録を残している寺もある。そのため捕鯨史研究の史料としても重要な存在である。鯨鯢供養や鯨鯢過去帳と表記する場合が多数である。
龍頭山金剛頂寺
金剛頂寺は高知県室戸市にあり四国八十八箇所の二十六番札所である。室戸は日本各地にある捕鯨発祥の地の1つであり、寺に併設された鯨博物館には古くから伝わる捕鯨道具が展示されている。
天然山瑞光寺
大阪市東淀川区の瑞光寺 にある。「雪鯨橋」（通称「鯨橋」）という欄干が鯨の骨で作られた橋があり、1765年（宝暦6年）に建造されたもので、現在まで欄干は6度架け替えられている。詳しくは雪鯨橋を参照。
願誓寺
新潟県佐渡市椎泊にあり、1888年（明治21年）に14.4メートルの流れ鯨を供養し鯨魚塔という銘の墓を立て「釋震聲能度鯨魚」という戒名を付けた。

#### 鯨観音
- 岩手県陸前高田市広田町字泊地内にある。気仙三十三観音の第二十五番札所とされる小館観音堂にある千手観音。陸前高田市では古くから多くの寄り鯨が到来しておりその他に「吊大鯨之霊碑」や「鯨神」という鯨碑や覚社大明神には鯨絵馬があり、小館観音堂の観音像も鯨の供養のため寄進されたことから鯨観音と呼ばれる。
- 広島県尾道市因島土生町郷区にある。瀬戸内三十三観音の第二十六番札所とされる梵音山慈眼寺対潮院にある聖観音。対潮院の観音像は捕鯨に従事した個人がその供養のため寄進したことから鯨観音と呼ばれる。

## 鯨と伝統芸能

### 鯨唄
日本各地に鯨に対する漁の感謝や供養を表現した唄があり、主に鯨漁を生業にしていた鯨組により奉納されたもので、現在も伝承されている。
- 山口県長門市通の通鯨唄。市の無形民俗文化財の指定を受けている。所作として、鯨への哀悼の意味から合いの手は禁止されている。
- 和歌山県東牟婁郡太地町の太地鯨唄。太地町は組織的捕鯨の発祥の地とされる。
- 千葉県勝山の浮島神社と加知山神社に伝わる鯨唄。毎年、両方の神社を行き来し奉納される大漁祈願の神事のなかで唄われるが、仁浜地区と内宿地区が年番となって行い、鯨唄は内宿地区が年番のときに唄う「しきたり」となっているので2年毎に唄われる。同じ勝山の竜島地区には鯨塚があり、周囲には奉納された石祠が無数に存在する。
- 佐賀県唐津市呼子町の鯨唄。

### 鯨踊り
鯨唄と同様に鯨の到来や感謝や追悼の意味を込めて踊られる。
- アイヌ民族にはフンペリㇺセ（クジラ踊り）と呼ばれる寸劇が伝承されている。村人が寄りクジラを発見し、皆で肉を分け合う様を表現したものである。クジラを陸に追い込むシャチはレプンカムイ（沖の神）と呼ばれて崇拝された。
- 和歌山県三輪崎の三輪崎鯨組に伝わる鯨踊りを地域住民が伝承している。衣装が独特で、袢の白地が海を、黒は鯨、縞模様の赤は鯛、緑は陸を表していて非常に華やかなものになっている。（日本遺産）
- 北海道室蘭市の室蘭八幡宮では御神楽として「鯨神の舞」が伝承され主に祭りのとき披露される。室蘭八幡宮は寄り鯨を売って普請したことから「鯨八幡」と呼ばれ鯨絵馬も奉納されている。また近隣の鷲別神社は飢饉のときに寄り鯨によって救われたこと祈念して建立されたことから「鯨明神」と呼ばれている。
- 長崎県新上五島町・有川町に元禄年間から伝わる「羽差踊り（はさおどり）」弁財天宮に奉納される神事であり、羽差とは銛打ちのことである。この時に演奏される鯨太鼓を「羽差太鼓」という。

### 鯨太鼓
- 長崎県大村市に伝わる和太鼓による演奏。日本各地の和太鼓のコンクールなどで「おおむら和太鼓連」がおおむら鯨太鼓で数々の入賞をしている。
- 和歌山県東牟婁郡太地町に伝わる和太鼓による演奏で、鯨踊りと一緒に演じられる。太地町鯨太鼓保存会などで伝承されている。
- 高知県室戸市に伝わる和太鼓による演奏で「土佐室戸勇魚太鼓」と呼ばれていて、室戸市地域住民により伝承され児童だけで構成されている組もある。

## 鯨と祭礼

### 鯨祭り
日本各地で鯨漁神事や鯨供養祭などと呼ばれる捕鯨や鯨にまつわる祭が寺社を中心に地域振興として開催されている。
北勢地方の鯨船行事
三重県北部、北勢地方（四日市市周辺）の伊勢湾沿岸地域では、四日市市中部地区の「諏訪神社」、富田地区の「鳥出神社」の富田の鯨船行事、七つ屋町地区の「御薗神社」、塩浜 磯津地区の「塩崎神社」、楠町南五味塚地区の「南御見束神社」、鈴鹿市長太地区の「飯野神社」の祭礼で8月から10月にかけて、捕鯨に纏わる活動を彫刻を施し刺繍入りの幕で飾り立てた豪華な鯨船山車とハリボテの鯨を使って陸上で表し、神社に奉納する行事がそれぞれ別日程で行われている。（「御薗神社」「塩崎神社」は休止中）これらのうち、富田地区の鯨船行事が国の重要無形民俗文化財に、中部地区の鯨船山車・明神丸（四日市祭）が三重県の有形民俗文化財に、楠町南五味塚地区の行事が四日市市指定無形民俗文化財に、鈴鹿市長太地区の行事が鈴鹿市指定無形民俗文化財に、これら鯨突き行事全体が国の選択無形民俗文化財になっている。
牡鹿くじら祭り（鮎川くじら祭）
宮城県石巻市鮎川で行われる。
梶賀ハラソ祭り
三重県尾鷲市梶賀町で行われる。多くの鯨祭りが捕鯨を模した形で陸で行われるのに対し、実際に海に船で漕ぎ出す勇壮な祭である。毎年1月15日に開催され、江戸時代の古式捕鯨を再現したもので、梶賀町の地蔵寺での鯨の供養に始まり、当時と同じ「ハラソ船」という木造の鯨舟で古式漕法を使い海に出る。船には七本の大漁旗が掲げられ「ハラソ」や「ハラヨイヨイヨー」の掛け声が岸や漕ぎ手から発せられ、湾内を一周する間に「突き役（ハダシ）」と呼ばれる銛打ちが船先に飛び乗り、鯨を獲る様子が披露される。そのままハラソ船で曽根町の飛鳥神社まで出向き、豊漁祈願をして梶賀の港に戻ってくるという長い行程の祭りである。「ハラソ」の意味は諸説あり、銛打ちのことを「羽刺（はざし）」と呼ぶことや渡来人とされる「秦氏（はたし）」との縁（ゆかり）からなどといわれる。

### 鯨山車
日本各地で行われる鯨祭りと呼ばれる祭で主に使用される。特に鯨船山車においては古くから保存されてきた実物も多く存在し和船や伝統捕鯨の文化史的資料としても貴重である。
鯨山車
鯨を模した山車。
鯨船山車
鯨船を模した山車。または鯨舟の実物やそれを装飾したものなどがある。
恵比寿山車
豊漁の神とされる恵比寿を乗せた山車。船山車に恵比寿が乗るものもある。

## 救命掃海艇
鯨船鞘廻御用（くじらぶねさやまわしごよう）
東京市史稿 産業篇によれば江戸時代の江戸城下において洪水の度、江戸湾へ流出した河川荷役の資材や危険な塵芥の回収、被災者の迅速な捜索が望まれていた。徳川吉宗は鯨舟の速さに目を付け、江戸湾における救命掃海艇の役割を担わせた。これを「鯨船鞘廻御用」と呼び、当初は役人が行っていたが、その後幕府より委託され木場の材木問屋を中心に運営され、被災時だけでなく橋梁工事の普請なども行うようになった。この鯨船を格納する場所を鞘倉と呼び鯨船の細長い形状からそれを収める倉に鞘という言葉が使われたことが窺え、廻すという言葉も手配や業務を意味し「鯨船鞘廻御用」の名称になっている。
またこの救命掃海艇がどこの地域の鯨船を規範として作られたかは分かっていないが、紀州熊野太地（和歌山県太地町）の太地角右衛門頼成の覚書によれば紀州藩主であった主税守頼方（徳川吉宗）は1702年（元禄15年）と1710年（宝永7年）に紀州熊野の瀬戸と湯崎（和歌山県白浜町）で捕鯨を実施していて、この時に徳川吉宗は観覧もしている。また徳川吉宗の祖父である徳川頼宣が軍事訓練として大規模捕鯨を行っていることや、徳川吉宗が鯨山見（鯨漁の司令塔や鯨の探査の物見台）から狼煙（のろし）を使い、熊野から和歌山城まで外敵などの有事の連絡網としても利用しており、組織捕鯨に海上保安の軍事的役割を担わせていた。これらのことは徳川吉宗と捕鯨の深い結び付きを示している。

## 鯨と絵巻
鯨と捕鯨に関する絵巻物。出所不明のものなど含め日本には多数の絵巻物が存在する。
- 古座浦捕鯨絵巻 - 1725年（享保10年）和歌山県東牟婁郡の古座地方の捕鯨の様子を描いたものとされる。捕鯨も描かれているが、鯨絵巻でもあり11種の鯨類の図説がある。この中で「鰹鯨」とはカツオクジラのことであり、「さかまた」とはシャチのことである。作家C.W.ニコルの著書『勇魚』（いさな）の装丁にも使われている。
- 磐城七浜捕鯨絵巻 - 1747年（延享4年)森雪竹の作といわれる。現在の福島県いわき市小名浜の捕鯨の様子を描いた図説で鯨を見付け出航するところから始まり、逃げる鯨を追い込んでいく様子から、浜へ引き上げ捌いていくところまでを当時の塩作りなどの生活を背景に捕鯨の流れが良く分かるように描かれている。
- 肥前州産物図考 - 1773年（安永2年）～1784年（天明4年）木崎攸々軒盛標の作。現在の佐賀県唐津地方である肥州唐津藩の捕鯨を含めた産業を描いた。
- 小川島鯨鯢合戦 - 1840年（天保11年）秋亭里遊撰・渓柳舎希樂画　佐賀県唐津市呼子地方の小川島という鯨組の捕鯨の仕事前の段取りから仕舞いまでを描いたものであるが、合戦という言葉が使われている。これは鯨と漁師を敵と味方に見立て戦況を伝える形で物語のように表現していて、数ある絵巻物の中でも特徴的なものとし評価されている。
- 勇魚取絵詞 - 年代、著者は不明で上下2巻からなる。江戸の国文学者である小山田与清の1829年（文政12年）の跋（奥書）があるのでそれ以前の作であることが分かる。長崎県平戸市の島である生月島の御崎浦で益冨・御崎組の鯨方の捕鯨の様子を描いた図説。
- 大漁万祝図集 - 1845年（弘化2年）から1910年（明治43年）にわたる茨城県地方の海浜地区での捕鯨の記録。

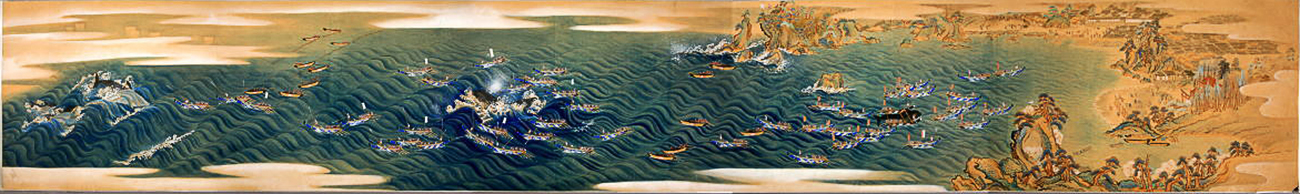
『古式捕鯨蒔絵』：太地

## 捕鯨に関する書籍
捕鯨に関する歴史的書物や文献。鯨料理の書籍は鯨骨、鯨肉を参照。

### 一般書籍や文献
- 万葉集には海などを表す枕詞として「いさなとり」という言葉が使われており捕鯨の意味であるという。
- 鎌倉時代の1277年（建治3年）の鎌倉における日蓮の書状によれば「安房の国にねすみいるかとかや魚、申し候～かの大魚鎌倉にないし　家々にあふらしほり候　香り堪え候　へきやう候はす　くさく」[4]とあり、鎌倉で房総で取れた鯨類と思われる大魚から油を絞っていて臭かったという様子が記述されている。なお、「ねすみいるか」が現在の「ネズミイルカ」と同一であるのかは判明していない。
- (慶長)見聞集（寛永後期）著者は三浦浄心(1565年-1644年) - 江戸と相模国三浦の見聞集であり彼が見聞きした当時の風俗習慣や産業などについてまとめたものである。巻8に「関東海にて鯨つく事」という項があり、浄心が若い頃、関東では鯨を突くことはなかったが、文禄期（1592～1596年）に尾張から鯨の突き取り漁が伝わり、寛永期までに関東で急速に普及し鯨の数が減ったことが記されている。
- 倭漢三才図会略1712年（正徳2年）寺島良安著 - 江戸時代の105巻からなる百科事典であり、著者の寺島良安は医者であったとされる。この中には鯨について詳細な記述、図説がありその中で、古式捕鯨についても触れている。また「万葉集にいさなという記述があり、鯨をあらわす古語である」と説明している。鯨については身体的特徴、習性や種別による漁の難易度などと共にセミクジラやザトウクジラなど6種類紹介しており、シャチを鯱（しゃちほこ）、コククジラを小鯨（こくじら）として記述している。
- 「月堂見聞集」本島知辰著によれば1734年（享保19年）2月20日に下総国行徳（千葉県市川市行徳）で長さ7間（約12,7m）と5間（9,1m）の鯨2頭が捕らえられ江戸両国[5]に運ばれ江戸初の鯨の見世物が催されたとある。また「摂陽奇観」浜松歌国著によると1766年(明和3年)2月1日紀州熊野灘[6]で長さ7間半（約13,6m）の鯨が捕らえられ大坂千日の法善寺[7]に運ばれ大阪初の鯨の見世物が催されたとある。

### 鯨事典・捕鯨事典
- 西海鯨鯢記1720年（享保5年）谷村友三著 - 日本で最古の鯨事典であり近畿、瀬戸内における捕鯨産業の詳細を綴った書籍でもある。
- 鯨志1760年（宝暦10年）山瀬春政著 - 著者の山瀬春政は紀州の薬種商とされ、この著書の中で鯨の身体的特徴から生物学上の魚ではないと指摘している。なお、著者は梶取屋次右衛門とするところもあるが、同一人物であり梶取屋次右衛門が俗称である。鯨志には両方の名前が記載されている。鯨志は日本で最初に印刷された鯨関連の書籍である。
- 鯨記1764年（明和元年） - 日本で最初の捕鯨の歴史書であり日本各地と紀州熊野地方の捕鯨を紹介している。この中で突き取り式捕鯨（銛ではなく矛であった）が最初に行われたの1570年頃の三河であり6～8艘の船団で行われていたとされる。紀州熊野地方では、親子鯨を捕獲しないなど様々な制約を課して捕鯨を行っていたことや鯨船が当時の和船の中で特別に速かったことなどが記述されている。
- 鯨史稿1808年（文化5年）大槻青準著 - 著者の大槻青準は平戸藩士、仙台藩学養賢堂の学頭である。彼は日本各地の捕鯨地を実際に訪れ、海外や日本各地の文献を参考に全六巻からなる著書をまとめ上げた。
  - 巻之一 - 色々な鯨の名前についての考察。
  - 巻之二 - 鯨の種類についての記述とその考察。
  - 巻之三 - 鯨の身体的特徴の図説。
  - 巻之四 - 海外や日本各地の捕鯨地の紹介と鯨の解体方法と解体用具の図説。
  - 巻之五 - 鯨漁に必要な専用の船や道具と漁場などの紹介。
  - 巻之六 - 鯨漁から解体までの一連の流れの説明。

## 鯨博物館
日本全国にある、捕鯨や鯨（クジラ）に関連する水族館や博物館。
鯨と海の科学館
岩手県下閉伊郡山田町船越にある。主に様々な鯨の骨格標本を中心に海洋の仕組みや海洋生物を展示した博物館。
くじらの博物館
和歌山県東牟婁郡太地町にある。詳しくは「くじらの博物館」を参照。
キラメッセ室戸鯨館
高知県室戸市吉良川町にある。骨格標本や模型によるクジラの生態、室戸の文化と歴史を紹介する。館長はイギリスのウェールズ出身の作家、C・W・ニコル。
くじら資料館
山口県長門市通にある。古式捕鯨や鯨組や近代捕鯨の資料を展示している。
下関市立大学 鯨資料室
2007年（平成19年）、下関市立大学に設置された。鯨関連資料を収集。
島の館
長崎県平戸市生月島にある。古式捕鯨や近海漁業、近海の水生生物と400年の歴史を誇る「隠れキリシタン文化」を紹介している。
ホエールタウンおしか
宮城県石巻市鮎川浜南にある。鯨の進化や生態や捕鯨の資料や捕鯨船の実物を展示している。

## 文化の存続
捕鯨問題に関連して捕鯨の中断などから日本の文化のいくつかの存続に少なからず影響を与えることについての具体例の記述。食文化については鯨骨、鯨肉を参照。

### 現存する文化
- 人形浄瑠璃 - 文楽（ぶんらく）とも呼ばれ、ユネスコの無形文化遺産に登録され、日本の重要無形文化財にも指定されている。人形浄瑠璃の操り人形には「エンバ板」と呼ばれる鯨のひげが使われておりその滑らかな動きの要因となっているといわれる。交換部品として鯨のひげが大切に保管されているが、捕鯨問題と関連して鯨のひげが無くなってしまう事が懸念されていて、現在の工業品で代用することも検討されるが、素材の独自性も文化の一部であるという理由から安易な代用品の使用を疑問視する声もある。ちなみに1633年（寛永10年）の頃から人形の生産や販売で成り立っていた東京の人形町にも鯨のひげの利用から感謝の意を表した鯨を象った鯨の碑がある。
- からくり人形 - 「からくり儀右衛門」の通称でしられる田中久重などが作製した。日本のロボットの原点ともいわれる、からくり人形のゼンマイも鯨のひげで作られている。現在では市販品などで復刻品が作成されているが、ゼンマイは工業品で代用されている。真作の補修修理や文化的見地から作製される複製品においても忠実性から鯨のひげの使用を望む声がある。
- 鯨細工（クジラ工芸品）とは詳細にいえば鯨べっこう細工と鯨細工に分けられる。上記同様に一部の材料の供給について懸念されている。
  - 鯨べっこう細工（鯨ひげ工芸品）は鯨のひげであるエンバ板を加工して装飾品にした物であるが、鯨のひげが褐色である部分が多く、加工すると鼈甲に似た様な味わいを持つので、鯨べっこう細工と呼ばれる。特に鯨のひげを繋がったまま加工して円形に花びらのようにした物を「花おさ」といい縁起物として珍重される。
  - 鯨細工（鯨歯工芸品、鯨骨工芸品）は鯨の骨や歯を加工研磨して古くは根付（ねつけ）や装飾品、刀剣や家具調度品の装飾に使われていた。現在では捕鯨地として知られた各地でおみやげとしてアクセサリーや印鑑などが販売られている。また都心部においても少数ではあるが、鯨細工を宝飾品として加工販売している所がある。
- 歌舞伎 - 歌舞伎の衣装には袖口や裃などにその形状を保つための骨として、かつては鯨のひげが使われていたが、現在は竹材で代用している。竹材の使用により衣装の傷みが鯨のひげより早いといわれる。
- 鯨のひげのその他の利用
  - 扇子の要 - 古くは鯨のひげが使われていたが、現在ではプラスチックや金属製のものが主流である。
  - 足袋のコハゼ - 古くは鯨のひげが使われていたが、現在では金属製の物が主流である。
  - 釣竿の竿先 - 釣竿の高級品の一部には現在でも非常に稀ではあるが、鯨のひげが使われている。

### 消滅した文化
- 裃の肩持ちといわれる肩や背の張っている部分には鯨のひげが形状を保つために骨として使われていたが、日常生活の中で裃を着る機会はほとんどないと言える。
- 鯨のひげのその他の利用
  - 日本では初期の歯ブラシは鯨のひげで作られていたものも存在したが、現在では生産されていない。
  - 綿弓 - 綿弓とは、木綿糸を紡ぐ（つむぐ）時に糸の品質を保つために紡がれる木綿を軽く叩く道具であり、弦に鯨のひげが使われていた。

## 外国の捕鯨文化
世界の十大小説の一つでもあるハーマン・メルヴィルの白鯨（1851年）は、アメリカで捕鯨が盛んだった当時を舞台に世界有数の捕鯨港ナンタケットから、太平洋でマッコウクジラが多く生息する海域「Japan grounds」を目指す捕鯨船を描いた海洋冒険小説である。

### 資源としてのクジラ
- クジラ
  - 鯨肉
  - 鯨ひげ
  - 鯨骨
  - 鯨の脂身（英語版）
  - 歯の加工:スクリムショウ（英語版）、フィジーの贈り物タムブア（英語版）（タンブア）

### 宗教
- 鯨塚
- 鯨墓
- えびす-鯨は、捕獲の対象であると同時に、信仰の対象ともなってきた。クジラ#日本も参照
- 化鯨-鯨の怨霊、祟り

### 作品
- 金子みすゞ - 『鯨墓』